# Valsta, Märsta
Valsta (uttal: /¹valsta/) är ett bostadsområde i tätorten Märsta söder om länsväg 263 i Sigtuna kommun. Det är ett miljonprogramsområde, men till skillnad från många andra sådana områden är bebyggelsen här mer småskalig och bättre anpassad till naturen. Valsta kyrka ligger i anslutning till Valsta centrum.
Valsta har av polisen klassats som ett riskområde sedan 2021.
Valsta Syrianska är ett före detta fotbollslag med säte i Valsta, bar dess namn innan det gick i konkurs 2015